# Mustin (Lauenburgo)
Mustin es un municipio situado en el distrito del Ducado de Lauenburgo, en el estado federado de Schleswig-Holstein (Alemania). Tiene una población estimada, a fines de 2023, de 696 habitantes.
Forma parte de la mancomunidad de municipios (en alemán, amt) de los Lagos de Lauenburgo.